# Phrynomedusa
Phrynomedusa – rodzaj płazów bezogonowych z podrodziny Phyllomedusinae w rodzinie rzekotkowatych (Hylidae).

## Zasięg występowania
Rodzaj obejmuje gatunki występujące w południowo-wschodniej Brazylii.

## Systematyka

### Etymologia
Phrynomedusa: gr. φρυνη phrunē, φρυνης phrunēs „ropucha”; Meduza (gr. Μεδουσα Medousa, łac. Medusa), w mitologii greckiej najmłodsza z trzech Gorgon.

### Podział systematyczny
Do rodzaju należą następujące gatunki:
- Phrynomedusa appendiculata (Lutz, 1925)
- Phrynomedusa bokermanni Cruz, 1991
- Phrynomedusa dryade Baêta, Giasson, Pombal & Haddad, 2016
- Phrynomedusa fimbriata Miranda-Ribeiro, 1923 – takson wymarły, od ponad 80 lat mimo intensywnych poszukiwań nie znaleziono żadnego okazu tego gatunku[6]
- Phrynomedusa marginata (Izecksohn & Cruz, 1976)
- Phrynomedusa vanzolinii Cruz, 1991